# Go Après Ski
Go Après Ski is de naam van een reeks themafeesten in Nederland. Tijdens deze feesten wordt après-skimuziek gedraaid.
Tijdens de Go Après Ski-feesten wordt de sfeer nagebootst van de traditionele après-skifeesten uit Frankrijk en Oostenrijk. Hier wordt na het direct skiën of snowboarden feest gevierd in kroegjes of restaurants rond de pistes. 
Om de après-skisfeer na te bootsen, wordt veel aandacht besteed aan de aankleding van het evenement. Zo wordt het podium versierd als een groot ijspaleis en zijn de meeste barren opgebouwd als blokhut.
Veel bezoekers verschijnen in skikleding. Verder zijn ook traditionele Oostenrijkse kostuums als lederhosen erg populair. Dankzij de uitbundige kledij hebben de Go Après Ski-feesten ook wel een soort carnavalsfeer.
Go Après Ski is op verschillende locaties in Nederland georganiseerd; de laatste edities vonden telkens plaats in Ahoy te Rotterdam.

## Edities
- 31 maart 2001 - Brabanthallen, Den Bosch
- 23 februari 2002 - Statenhal, Den Haag
- 30 november 2002 - Brabanthallen, Den Bosch
- 22 februari 2002 - Statenhal, Den Haag
- 22 november 2003 - Statenhal, Den Haag
- 28 februari 2004 - Statenhal, Den Haag
- 26 februari 2005 - Brabanthallen, Den Bosch
- 3 december 2005 - Brabanthallen, Den Bosch
- 18 maart 2006 - Ahoy', Rotterdam
- 17 maart 2007 - Ahoy', Rotterdam
- 12 april 2008 - Ahoy', Rotterdam
- 21 maart 2009 - Ahoy', Rotterdam
- 20 maart 2010 - Ahoy', Rotterdam
- 19 maart 2011 – Ahoy', Rotterdam
- 31 maart 2012 - Ahoy', Rotterdam
- 6 april 2013 - Ahoy', Rotterdam
- 5 april 2014 - Ahoy', Rotterdam